# Wojciech Machała
Wojciech Jan Machała (ur. 24 lipca 1970 w Poznaniu) – polski prawnik, adwokat, doktor habilitowany nauk prawnych, nauczyciel akademicki Uniwersytetu Warszawskiego, specjalista w zakresie prawa cywilnego.

## Życiorys
W 1995 ukończył studia prawnicze na Wydziale Prawa i Administracji Uniwersytetu Warszawskiego. Tam też w 1999 na podstawie rozprawy  pt. Użytek prywatny na tle ogólnej koncepcji dozwolonego użytku chronionych utworów otrzymał stopień naukowy doktora nauk prawnych w zakresie prawa. Na tym samym wydziale w 2014 na podstawie dorobku naukowego oraz rozprawy pt. Utwór. Przedmiot prawa autorskiego uzyskał stopień doktora habilitowanego nauk prawnych w zakresie prawa. Został adiunktem Uniwersytetu Warszawskiego.